# 京都市立城巽中学校
京都市立城巽中学校（きょうとしりつじょうそんちゅうがっこう）は、京都府京都市中京区にあった公立中学校。なお、本項では同地にあった前身の城巽小学校および城巽幼稚園についても解説する。

## 概要
京都市立城巽中学校は、明治2年（1869年）に京都で設立された64の番組小学校の一つである城巽小学校がもとになり、戦中の城巽女子商業学校を経て、戦後の教育改革に際して昭和22年（1948年）に新制中学校として開校し、2003年（平成15年）に京都市立京都御池中学校に統合され、閉校した。
校名は、二条城の東南（巽）の方角に位置することにちなむ。

## 沿革

### 城巽小学校
- 1869年（明治2年） - 番組小学校のひとつとして上京第二十四番組小学校設立[2]（開校日:明治2年10月6日（旧暦））[3]
- 1879年（明治9年） - 校名を城巽に改称[4]
- 1887年（明治20年） - 城巽尋常小学校に改称。
- 1892年（明治24年） - 城巽幼稚園開園[5]。
- 1941年（昭和16年） - 国民学校令により、城巽国民学校に改称[6]

### 城巽女子商業学校
- 1943年（昭和18年）- 城巽国民学校が廃止され、城巽女子商業学校が設置される。
  - 京都市立城巽女子商業学校は、京都市立女子商業学校として昭和12年4月20日に開校し、同年7月15日に、中京区富小路通二条上る鍛冶屋町（元京都市立商業実修学校地）から左京区岡崎入江町に移転した[7]。同地から城巽国民学校の跡地への移転に際して、昭和18年3月に京都市立女子商業学校から京都市立城巽女子商業学校に校名が変更された[8]。その後昭和19年に学科の設置、修業年限等の変更が行われた[9]。戦後昭和23年に閉校し、京都市立堀川高等学校に統合された[10]。

### 城巽中学校
- 1947年（昭和22年） - 学制改革により京都市立城巽中学校開校。城巽女子商業学校内に併設[11]。
- 1948年（昭和23年） - 城巽女子商業学校が閉校となり、城巽中学校として独立[12]。
- 1996年（平成8年） - 城巽幼稚園閉園。

- 2002年（平成14年） - 柳池中学校および滋野中学校（一部は上京中学校に統合）との一次統合により京都城巽中学校に改称[4]。なお、柳池中学校は滋野中学校の一部との統合により京都柳池中学校に改称。
- 2003年（平成15年） - 京都柳池中学校との統合により閉校[13]。元校地に京都御池中学校が開校。

### 閉校後の校地活用
- 2007年（平成19年） - 京都御池中学校が、元柳池校地に完成した新校舎に移転。
- 2010年（平成22年） - 元城巽校地に京都市立京都堀川音楽高等学校が開校[14]

## 通学区域
城巽中学校の通学区域は、龍池小学校・本能小学校・明倫小学校の通学区域、元学区でいうと龍池学区・本能学区・明倫学区・城巽学区であった。
戦前の城巽小学校の通学区域は、城巽学区各町であった。

## 城巽学区
城巽学区（じょうそんがっく）は、京都市の学区（元学区）のひとつ。京都市中京区に位置する。明治初期に成立した地域区分である「番組」に起源を持ち、学区名の由来ともなる元城巽小学校の通学区域と合致し、今でも地域自治の単位となる地域区分である。

### 城巽学区の沿革
明治2年（1869年）の第二次町組改正により成立した上京第24番組に由来し、同年には、区域内に上京第24番組小学校が創立した。
上京第24番組は、明治5年（1872年）には上京第27区、明治12年（1879年）には区が組となり上京第27組となった。設置された上京第24番組小学校は、その後明治9年に校名を城巽に改称した。
上京第27組は、学区制度により明治25年（1892年）には上京第22学区となった。
昭和4年（1929年）に、学区名が小学校名により改称され、上京区・下京区から、左京区・中京区・東山区が分区されると、上京第22学区から城巽学区となり、中京区に属した。昭和17年（1942年）に京都市における学区制度は廃止されるが、現在も地域の名称、地域自治の単位として用いられている。
昭和18年（1943年）に城巽国民学校が廃され、同校の校地校舎は城巽女子商業学校となった。戦後の教育改革により、昭和22年（1947年）に城巽女子商業学校に併設して新制の城巽中学校が開校し、翌昭和23年には独立校となった。城巽中学校は平成15年（2003年）に京都御池中学校への統合に伴い閉校した。

#### 城巽学区の通学区域
城巽学区に設けられた城巽小学校が、新制中学校の城巽中学校となったため、城巽学区の小学校の通学区域は、龍池小学校・明倫小学校の2校に分けられ、以降城巽学区の範囲は小学校の通学区域と一致しない。現在は京都市立御所南小学校と京都市立高倉小学校の通学区域となっている。

### 人口・世帯数
京都市内では、概ね元学区を単位として国勢統計区が設定されており、城巽学区の区域に設定されている国勢統計区（中京区第2国勢統計区）における令和2年（2020年）10月の人口・世帯数は5,347人、3,245世帯である。

### 地理
中京区の北東部に位置する学区であり、北側は梅屋学区、東側は龍池学区、南側は明倫学区・本能学区、西側は教業学区（北東部は二条城）に接する。区域は、北は二条通、南は三条通、西は新町通の手前から、東は堀川通に面し，御池通が中央部を東西に貫いており、面積は0.22平方キロメートルである。

### 城巽学区内の通り

#### 東西の通り
- 二条通
- 押小路通
- 御池通
- 姉小路通
- 三条通

#### 南北の通り
- 釜座通
- 西洞院通
- 小川通
- 油小路通
- 堀川通

### 城巽学区の町名
- 上松屋町
- 下松屋町
- 津軽町
- 突抜町
- 二条西洞院町
- 押西洞院町
- 三坊西洞院町
- 姉西洞院町
- 古城町
- 下古城町
- 壺屋町
- 西堂町
- 二条油小路町
- 押油小路町
- 式阿弥町
- 宗林町
- 土橋町
- 押堀町
- 三坊堀川町
- 姉東堀川町
- 正行寺町
- 西大黒町
- 矢幡町
- 橋之町
- 石橋町
- 森ノ木町
- 宮木町
- 鍛冶町